# Xanthetis naringa
Xanthetis naringa är en fjärilsart som beskrevs av Swinhoe 1892. Xanthetis naringa ingår i släktet Xanthetis och familjen björnspinnare. Inga underarter finns listade i Catalogue of Life.